# 2015年12月香港

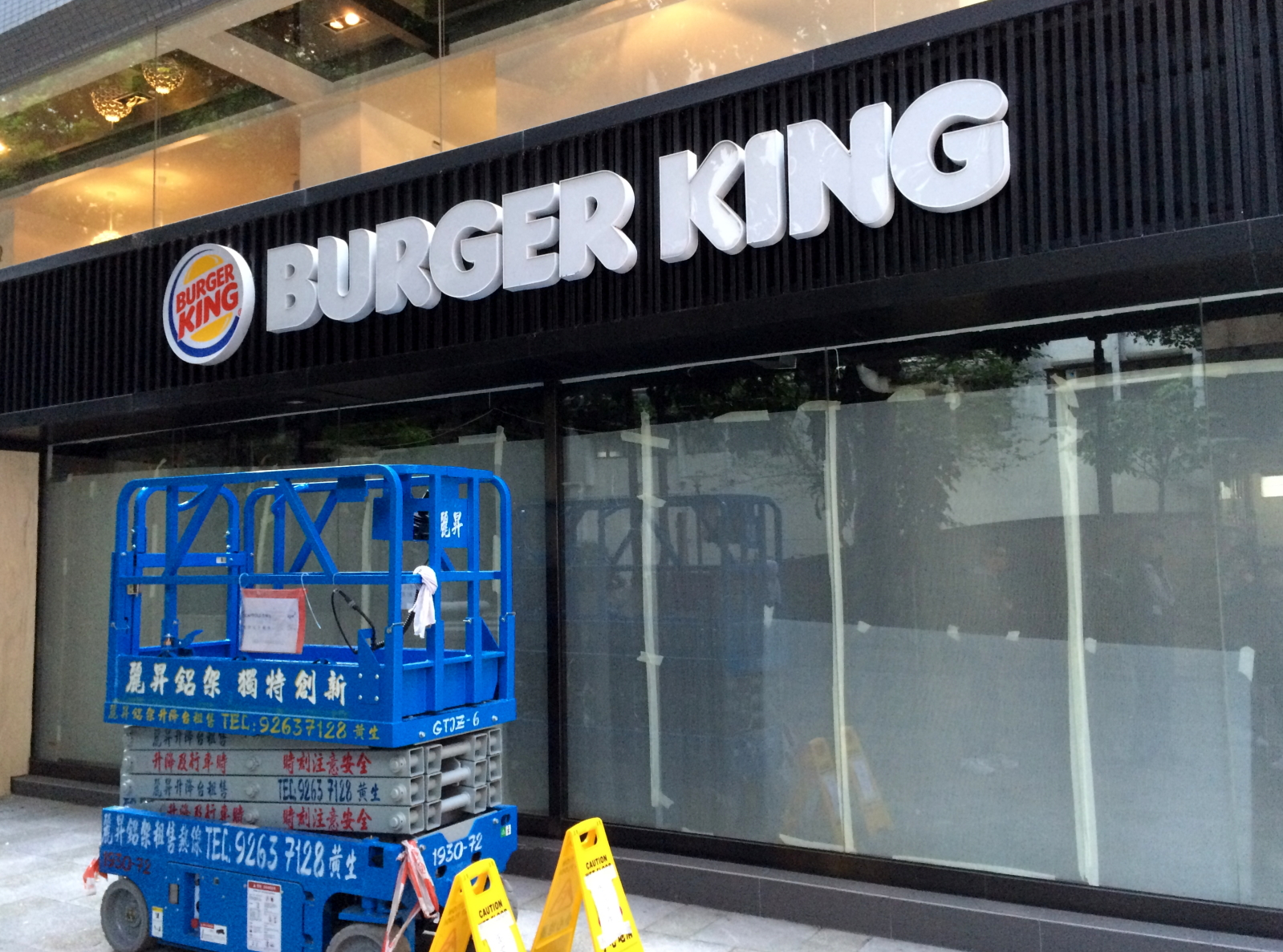
12月1日，Burger King市區五家分店全線停業，圖為灣仔分店

## 12月1日
- - 欠債近2,000萬的特許經營商健味堡，旗下Burger King市區五家分店全線停業。[1]
  - 綠色和平抽查5個儲水量最高的水塘，包括船灣淡水湖、萬宜水庫、大欖涌水塘，及收集雨水的石壁和城門水塘。全驗出含有害物質「全氟化合物」（PFCs），其中3個存東江水水塘，含量高於只收集雨水的水塘，推斷東江水可能是PFCs來源之一，但仍遠低於歐美標準。[2]

## 12月2日
- - 終審法院前常任法官烈顯倫（Henry Litton）在外國記者會午餐會發表演說，指近年香港的司法覆核程序遭濫用，認為政府或公營機構並無涉及非法、濫權或越權的情况下，有市民和團體提出沒有理據的司法覆核申請。例子包括學聯前常委梁麗幗和長洲居民郭卓堅今年就政改諮詢提出的司法覆核申請，以及無綫就政府建議增發3個免費電視牌照提出的司法覆核。[3]
  - 亞視執行董事葉家寶被指疏忽或縱容亞視，拖欠24名員工2014年7月至2015年1月的薪金及超時津貼，被票控102張欠薪傳票。早前經審訊後，被裁定其中100項欠薪罪成，輕判葉罰款15萬元。律政司發言人表示，會仔細研究裁判官的判決理據和主控官的報告，才決定是否跟進。工黨立法會議員李卓人同情葉家寶被推出來「食死貓」，惟認為今次欠薪情况更嚴重，法庭卻輕判罰款，給予社會錯誤信息。[4]

## 12月4日
丁屋發展商串謀22名新界原居民，虛假聲稱符合「有權有地」的原居民資格，向地政總署申請丁屋建屋牌照後，非法轉讓丁權、即「套丁」予發展商。發展商與其中11名居民早前被裁定22項串謀詐騙罪成，判囚2年半至3年不等。

## 12月5日
網民組織鍵盤戰線下午於旺角西洋菜南街舉行記者會，要求「2014年版權（修訂）條例草案」清楚列明「不誠實使用電腦罪」不適用於版權法、在所有豁免下加入「豁免凌駕合約條款」，以及引入「開放式豁免」。出席記者會的社民連立法會議員梁國雄明言會加入拉布，惟仍有人質疑梁不拉布，並未有提出修正案。其後有數十人包圍指罵梁逾半小時，最後由警員護送離開。

## 12月6日
- - 食物及衛生局局長高永文在上水參加一項跑步賽事，在開跑後僅幾秒，因前面的一名參賽兒童首先跌倒，隨即絆倒高永文，高的眼鏡飛脫，額頭、眼角及嘴角擦傷，血流披面[7]及後送往北區醫院進一步治理，送院時清醒。在當日中午前已出院，惟需在家休息兩星期。[8]

## 12月7日
- - 好景商業中心四部升降機因11月底嚴重水浸故障而停用，商戶出入只能行樓梯。到12月7日，一名年68歲商戶行樓梯期間氣力不支，行至15樓梯間時不適暈倒，送院後證實不治。[9]
  - 亞視再面臨拖糧，執行董事葉家寶，晚上宣布辭職，稱不能再「以身試法」。[10]

## 12月8日
- - 商務及經濟發展局宣布推出美食車先導計劃，為期兩年，2016年首季接受申請。唯申請者須過兩關，先交計劃書，再要通過烹飪賽，入場投資額料需60萬元。多名議員批評門檻過高，質疑計劃傾斜財團。[11]

## 12月9日
- - 被網民稱為「網絡23條」的「2014年版權（修訂）條例草案」原定昨日恢復二讀審議，但在民主派多番點算人數下，會議召開約2小時，在審議前諮詢環節便因法定人數不足而宣告流會。而晚上立法會外有垃圾桶遭縱火爆炸，現場發現疑似小型石油氣罐。[12]
  - 公民黨成員曾健超於2014年佔領運動期間，被指向警察淋液體及拒捕，事隔一年被控1項襲警及4項拒捕罪，曾健超在預審時否認全部控罪。案定於2016年4月11日開審。[13]

## 12月12日
- - 政府決定推行「中區電子道路收費先導計劃」，並展開為期3個月公眾諮詢。立法會舉行帳委會聆訊廚餘問題期間，會計界議員梁繼昌被枱下疑似糞便弄污。

## 12月16日
民建聯議員蔣麗芸在立法會大會上發表「精神病醫生聽精神病病人講得太多，自己都黐線埋」言論，遭不同醫學團體齊齊發聲明抨擊她歧視。蔣麗芸其後回應稱，只是感嘆泛民議員浪費時間，無意歧視或標籤某些人士。

## 12月18日
- 錦田錦上路與東匯路交界的十字路口發生嚴重的小巴車禍，一輛中型貨車司機疑誤將紅燈當成綠燈並突然駛出，猛撞一輛剛轉綠燈準備開行的滿座608號線小巴，撞車歷時僅3秒，但小巴幾乎拋起，衝前10米猛撞路邊鐵欄翻側，其間有乘客拋出車外，有人被車身壓住，最終導致5死13傷，包括3個月大女嬰在內共四名乘客當場死亡，另一人留醫3日後亦不治[15]。警方以涉嫌危險駕駛導致他人死亡罪拘捕70歲貨車司機。[16]

- 無綫電視前業務總經理陳志雲串謀接受利益案宣判，法官認為案件有別於一般貪污舞弊案，不適合判處監禁式刑罰，判陳志雲罰款八萬四千元，另一被告叢培崑就判罰二萬八千元。[17]

## 12月21日
警方拘捕6人，涉嫌串謀策動早前立法會大樓示威區發生的垃圾桶縱火爆炸案，其中4人為大專生，包括樹仁大學學生會會長楊逸朗，部份人為本土派「勇武前綫」成員。

## 12月22日
退休保障諮詢文件出爐，政府提出「不論貧富」及「有經濟需要」模擬方案作比較，「有經濟需要」模擬方案設有資產審查，單身長者資產不得多於8萬元，才能每月領取3,230元。

## 12月24日
- - 有「新聞王子」之稱的亞視前主播、現職DBC數碼電台首席主播及監製鄧景輝，平安夜清晨從太古城寶安閣寓所墮樓身亡，終年51歲。據悉鄧有財務問題，涉及30萬元，懷疑因此尋短見。[20]
  - 商業電台副主席俞琤宣佈辭任副主席及董事，2016年1月1日生效。[21]
  - 蘋果日報兩名突發組記者在中區追訪教育局局長吳克儉期間，被中區警區重案組聲稱接獲舉報，懷疑他們有不當行為向他們查問，雖然兩人表示正在採訪，並出示記者證，但警方仍然以涉嫌遊蕩為由，將他們帶返警署調查多個小時，最後證實兩人不涉及任何罪案後將兩名記者釋放。教育局在12月25日回應事件指，吳克儉本周數次被陌生人及車輛跟蹤。因不清楚對方的身份及意圖，感到人身安全受威脅，所以報案。記協和壹工會強烈譴責事件，有律師表示，追訪高官不應被指遊蕩。[22]

## 12月28日
- - 觀塘翠屏北邨及港鐵灣仔站於7小時內分別發生流動充電器起火意外，幸未造成嚴重傷亡。其中翠屏北邨一單位疑「尿袋」充電期間起火，火勢迅速蔓延全屋，窗口冷氣機更燒至如火球墜落。[23]
  - 港鐵在車站張貼告示，由於與承辦商信京電訊的經營合約即將屆滿，車站內390部收費電話將會逐步拆除。[24]
  - 耗資100億元興建的機場中場客運廊啟用，但每日只供一班航班離港。唯機管局未有安排傳媒採訪。[25]

## 12月29日
- - 江湖人物「上海仔」郭永鴻原定下午1時召開記者會，回應近日有關他的報道，以及聲稱會重提2012年特首選舉時的「江湖飯局」內容。不過，負責記者會的公關稱在會前10分鐘收到郭永鴻電話，指郭因「發生了一些事」，決定取消記者會。被問到郭永鴻是否安好，公關稱郭「健在」。[26]
  - 連鎖健身中心California Fitness再被揭發以不良營商手法涉嫌詐騙市民。輕度智障者於2014年被健身中心職員游說購買21萬元的健身會籍，先被教練安排申請銀行透支，再被聲稱認識健身中心職員的財務中介公司游說借貸，共涉及逾30萬元。[27]
  - 有媒體報道特首梁振英曾呼籲商界不要向大學捐款，有政府中人證實曾於閉門場合聽過有關說法，稱梁認為各院校的自資課程已為大學賺不少錢，已有充足資源，梁又向商界批評大學生早前「噓國歌」。[28]

## 12月30日
- 特首梁振英Facebook帳戶，被《壹週刊》揭與多名台灣性感少女交友，特首辦中午發表聲明，稱懷疑梁振英帳戶於12月24日曾被黑客入侵，「被他人加入一些『新朋友』」，已就事件報警。[29]
- 荃灣私營安老院「荃景護老之家」因租務問題被法庭頒令，早上要拍賣資產，但負責人其後表示，問題已經解決，院舍不用結業。[30]

## 12月31日
- - 有媒體報道，自11月17日，屯門市中心緊急維修水管工程完結後，瑜翠園、帝濤灣、浪濤灣及愛琴海岸等私人屋苑居民發現家居食水含有大量黑色顆粒，擔心飲用後影響健康。立法會議員田北辰指出，懷疑一條近40年前建成的水管內壁物質被冲至小欖配水庫，再分流至26個屋苑，估計受影響的居民最少2萬人。水務署發言人表示，11月下旬收到96宗有關屯門區青山公路一帶食水含有異物查詢，抽取食水樣本化驗後顯示，黑色沉澱物為水管內保護層的瀝青，不會影響健康。[31]